# 苏丹回教堂
1°18′07.7″N 103°51′32.8″E / 1.302139°N 103.859111°E

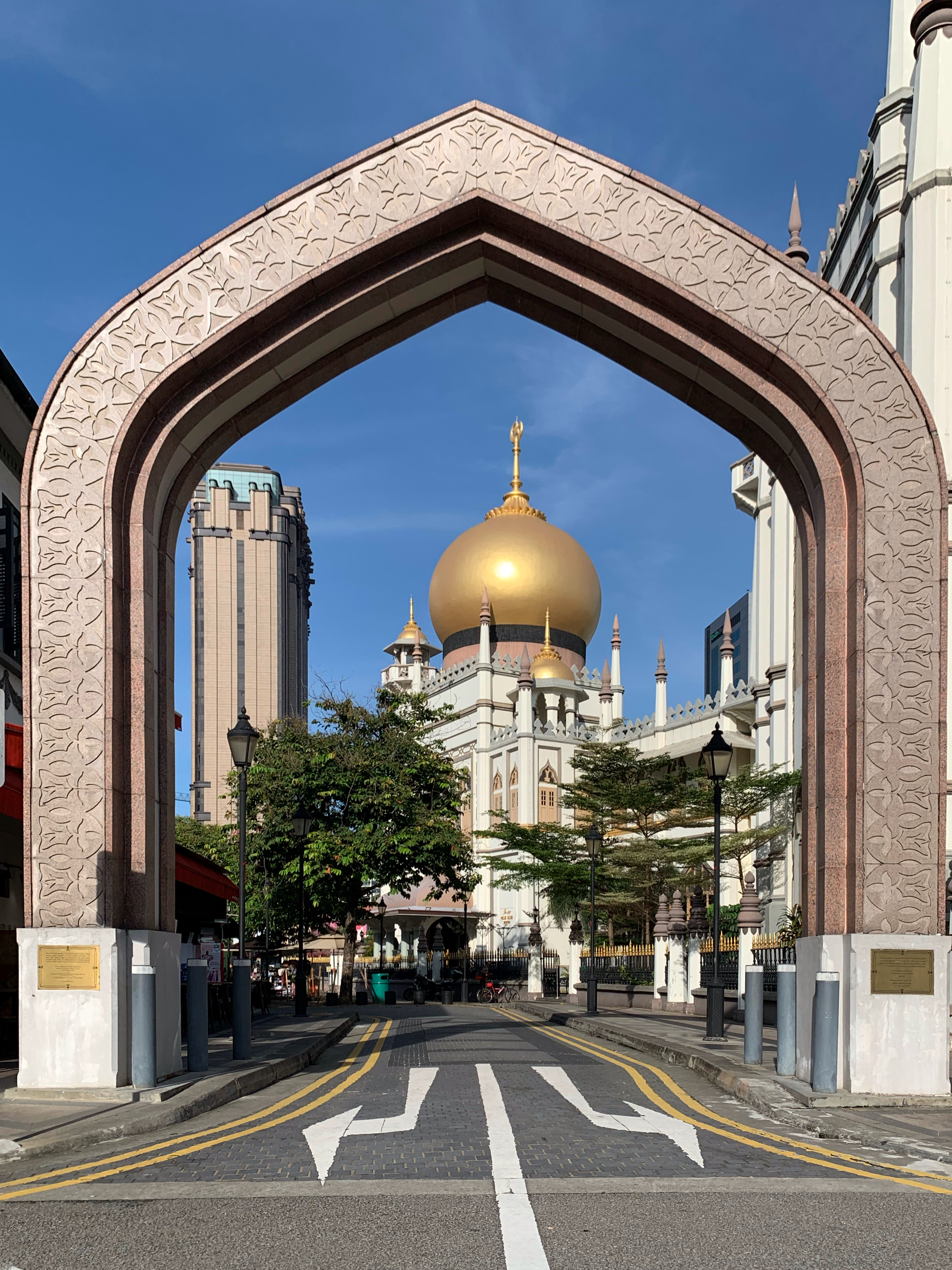
苏丹回教堂

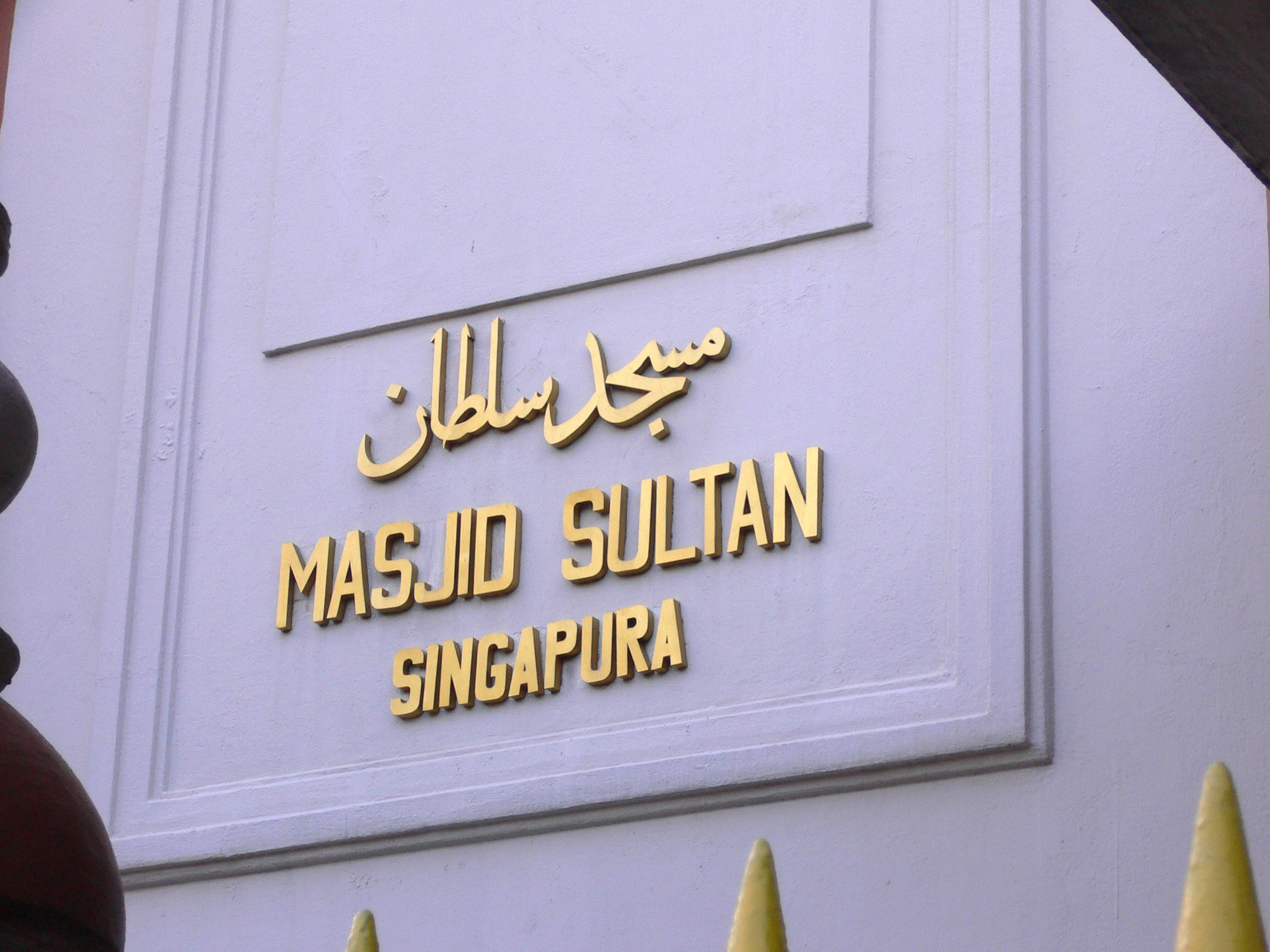

苏丹回教堂（Sultan Mosque，Masjid Sultan）位于新加坡甘榜格南（Kampong Glam）区的马斯喀特街与桥北路，是新加坡最重要的清真寺之一。

## 历史
1819年，当新加坡割让给英国时，岛主天猛公阿卜杜勒·拉赫曼，和柔佛苏丹东姑胡先要求用一些财富来换取他们的权力。斯坦福·莱佛士爵士每年给予天猛公和蘇丹津贴，还让他们使用甘榜格南区作为住所。
甘榜格南附近区域也分配给马来人和其他穆斯林。胡先在此建造了宫殿，并从廖内群岛带来他的全家。许多苏丹和天猛公的追随者从廖内群岛、马六甲和苏门答腊来到甘榜格南。
从1824年至1826年，胡先在他的宫殿旁边建造一座清真寺，资金来自英国东印度公司。
到20世纪初，新加坡已成为一个伊斯兰商业、文化和艺术中心。由于伊斯兰社区发展迅速，苏丹回教堂很快变得太小。1924年，清真寺建立一百周年，批准了一项计划，建立一座新的清真寺。1928年完成。老清真寺也陷入失修状态。
苏丹回教堂自建成以来一直基本保持不变，只有在20世纪60年代进行维修。1975年3月14日列为新加坡国家古迹。